# Betteville
Betteville és un municipi francès situat al departament del Sena Marítim i a la regió de Normandia. L'any 2007 tenia 514 habitants.

## Demografia

### Població
El 2007 la població de fet de Betteville era de 514 persones. Hi havia 187 famílies de les quals 40 eren unipersonals (8 homes vivint sols i 32 dones vivint soles), 56 parelles sense fills, 83 parelles amb fills i 8 famílies monoparentals amb fills.
La població ha evolucionat segons el següent gràfic:
Habitants censats

### Habitatges
El 2007 hi havia 198 habitatges, 188 eren l'habitatge principal de la família, 6 eren segones residències i 3 estaven desocupats. 194 eren cases i 2 eren apartaments. Dels 188 habitatges principals, 158 estaven ocupats pels seus propietaris, 27 estaven llogats i ocupats pels llogaters i 4 estaven cedits a títol gratuït; 1 tenia una cambra, 5 en tenien dues, 29 en tenien tres, 40 en tenien quatre i 114 en tenien cinc o més. 159 habitatges disposaven pel capbaix d'una plaça de pàrquing. A 61 habitatges hi havia un automòbil i a 107 n'hi havia dos o més.

### Piràmide de població
La piràmide de població per edats i sexe el 2009 era:
| Homes | Edats   | Dones |
| ----- | ------- | ----- |
| 0     | 95 o +  | 0     |
| 0     | 90 a 94 | 0     |
| 0     | 85 a 89 | 0     |
| 4     | 80 a 84 | 4     |
| 0     | 75 a 79 | 8     |
| 8     | 70 a 74 | 8     |
| 8     | 65 a 69 | 16    |
| 4     | 60 a 64 | 4     |
| 0     | 55 a 59 | 0     |
| 16    | 50 a 54 | 12    |
| 36    | 45 a 49 | 4     |
| 28    | 40 a 44 | 36    |
| 20    | 35 a 39 | 24    |
| 24    | 30 a 34 | 20    |
| 16    | 25 a 29 | 16    |
| 12    | 20 a 24 | 12    |
| 20    | 15 a 19 | 20    |
| 32    | 10 a 14 | 12    |
| 32    | 5 a 9   | 24    |
| 24    | 0 a 4   | 32    |

## Economia
El 2007 la població en edat de treballar era de 353 persones, 253 eren actives i 100 eren inactives. De les 253 persones actives 242 estaven ocupades (137 homes i 105 dones) i 11 estaven aturades (2 homes i 9 dones). De les 100 persones inactives 30 estaven jubilades, 34 estaven estudiant i 36 estaven classificades com a «altres inactius».

### Ingressos
El 2009 a Betteville hi havia 186 unitats fiscals que integraven 521 persones, la mediana anual d'ingressos fiscals per persona era de 18.029 €.

### Activitats econòmiques
Dels 14 establiments que hi havia el 2007, 1 era d'una empresa alimentària, 1 d'una empresa de fabricació de material elèctric, 1 d'una empresa de construcció, 5 d'empreses de comerç i reparació d'automòbils, 1 d'una empresa d'hostatgeria i restauració, 1 d'una empresa immobiliària, 1 d'una empresa de serveis i 3 d'empreses classificades com a «altres activitats de serveis».
Dels 3 establiments de servei als particulars que hi havia el 2009, 1 era una fusteria, 1 perruqueria i 1 agència immobiliària.
L'únic establiment comercial que hi havia el 2009 era una fleca.
L'any 2000 a Betteville hi havia 16 explotacions agrícoles que ocupaven un total de 498 hectàrees.

## Equipaments sanitaris i escolars
El 2009 hi havia una escola elemental.

## Poblacions més properes
El següent diagrama mostra les poblacions més properes.